# Anton Rodgers
Anthony "Anton" Rodgers, född 10 januari 1933 i Ealing, London, död 1 december 2007 i Reading, Berkshire, var en brittisk skådespelare. Rodgers har bland annat medverkat i En spökhistoria (1970), Schakalen (1973), Rivierans guldgossar (1988) och Köpmannen i Venedig (2004). 

## Filmografi i urval
- 1960 – Förvånansvärt lik!
- 1962 – Nu tar vi till sjöss!
- 1964 – Nu tar vi sjörövaren
- 1965 – De' ä fult att göra miljonkupper
- 1967 – Helgonet (TV-serie)
- 1970 – Mannen som jagade sig själv
- 1970 – En spökhistoria
- 1971 – Herrskap och tjänstefolk (TV-serie)
- 1973 – Schakalen
- 1978 – Lillie (TV-serie)
- 1978 – Disraeli (TV-serie)
- 1979 – Thomas och Sarah (TV-serie)
- 1984–1986 – Livet leker (TV-serie)
- 1988 – Rivierans guldgossar
- 1989–1994 – Leve kärleken (TV-serie)
- 1991 – Chopin, mon amour
- 1993 – Rosa Panterns son
- 1993–1997 – Gammelbjörns sagor (TV-serie) (röst)
- 2002 – Morden i Midsomer (TV-serie)
- 2004 – Köpmannen i Venedig